# Hồ Titicaca
Hồ Titicaca là hồ cao nhất thế giới có thể đi thuyền được  Lưu trữ ngày 24 tháng 8 năm 2007 tại Wayback Machine, ở độ cao 3,812 m (12,507 feet) trên mực nước biển. Tọa lạc trên đỉnh Altiplano trong dãy Andes trên biên giới của Peru và Bolivia, tại 16°S 69°W, Titicaca có độ sâu trung bình là 107 m  Lưu trữ ngày 23 tháng 7 năm 2011 tại Wayback Machine, và độ sâu tối đa là 281 m. Phần tây của hồ thuộc về vùng Puno của Peru, và phần đông thuộc về Bolivian La Paz Department.
Có hơn 25 con sông chảy vào hồ Titicaca, và hồ có 41 hòn đảo, một số có cư dân đông đúc.
Titicaca được cung cấp bởi nước mưa và nước tan ra từ các tảng băng trên các dãy núi lởm chởm tiếp giáp với Altiplano. Nó thoát nước ra sông Desaguadero, chảy về phía nam qua Bolivia đến hồ Poopó. Điều này chỉ tính đến ít hơn 5% lượng nước mất đi từ hồ, tuy nhiên, phần còn lại gây ra bởi sự bốc hơi do gió mạnh và sức nóng mặt trời tại độ cao này.

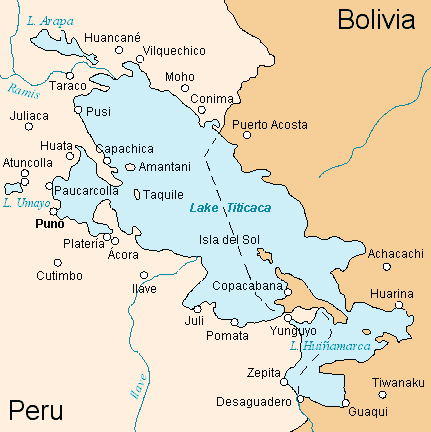
Map of Lake Titicaca

## Các hòn đảo

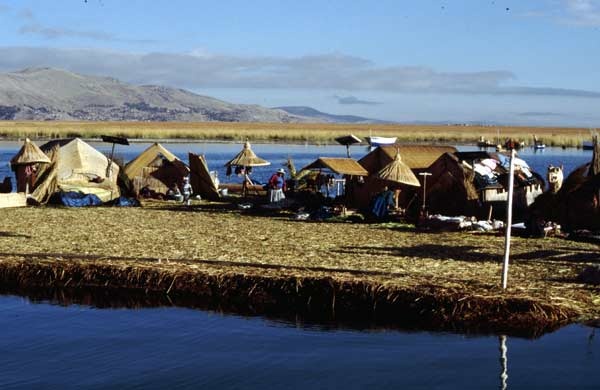
Quần đảo nhân tạo Uros, ở Peru.

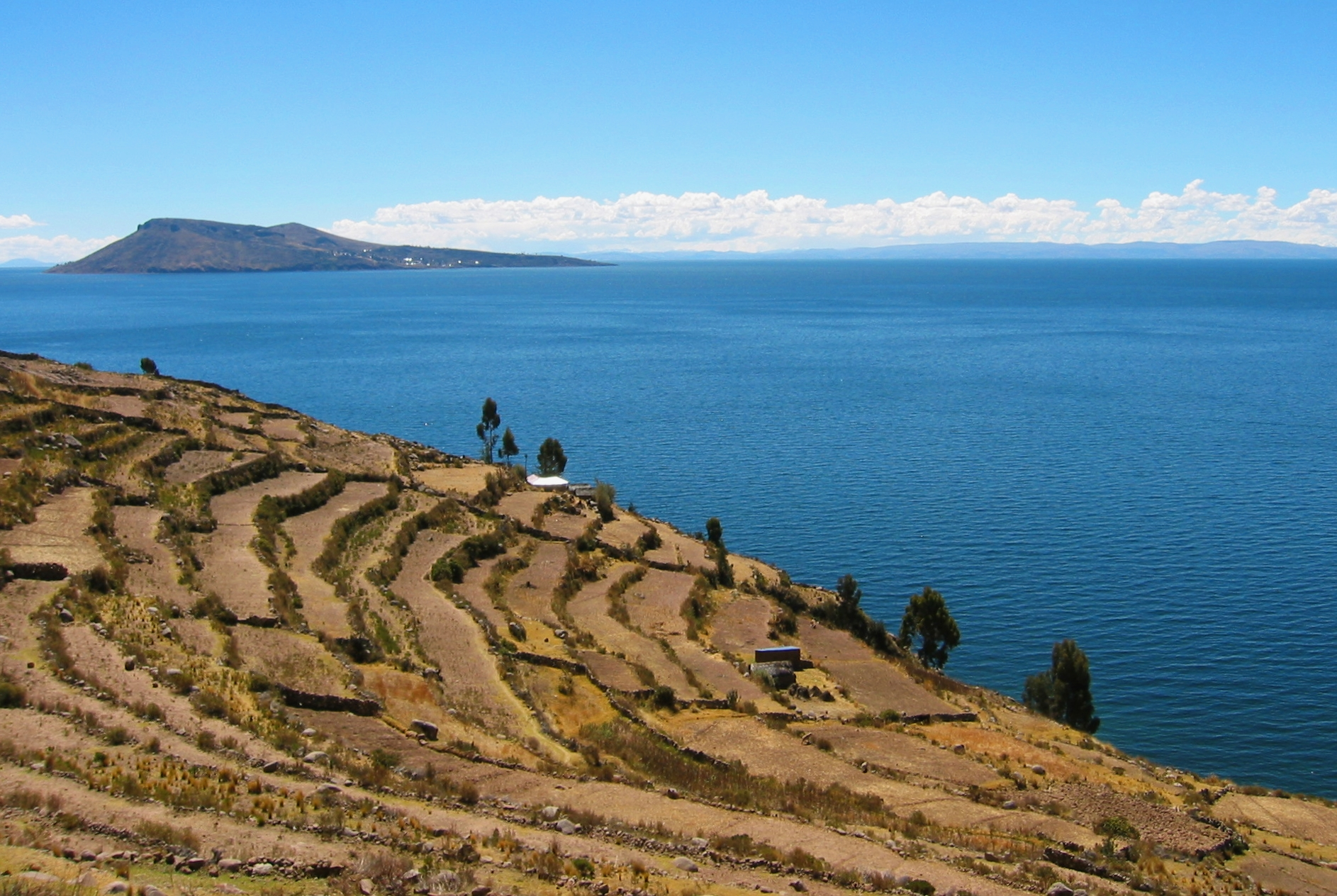
Một trong các hòn đảo từ hồ Titicaca: Amantaní từ xa nhìn từ Taquile.

### Uros
Titicaca là đáng kể khi tính đến dân số sống trên Uros, một nhóm khoảng 43 đảo nhân tạo được làm thành từ các bãi sậy nổi. Những hòn đảo này đã trở thành một điểm thu hút du khách chính cho Peru, có các chuyến tham gia từ thành phố ven hồ Puno.

### Taquile
Dân của Taquile, xa khỏi bờ từ Puno, được biết đến bởi các đồ dệt bằng tay tinh xảo, thuộc loại chất lượng cao nhất ở Peru. Hòn đảo này thu hút nhiều du khách hàng năm.

### Amantaní
Amantaní là một hòn đảo nhỏ khác trong hồ Titicaca được cư ngụ bởi những người nói tiếng Quechua. Khoảng 800 gia đình sống trong sáu làng nhỏ trên hòn đảo tròn 15 kilomet vuông. Có hai đỉnh núi, gọi là Pachatata (Cha Đất) và Pachamama (Mẹ Đất), và những di tích đổ nát từ thời cổ đại Inca. Sườn đồi nâng lên từ hồ được chia bậc thang và được trồng lúa mì, khoai tây và rau. Đa số các cánh đồng nhỏ sử dụng lao động thủ công. Các hàng rào đá dài phân chia các cánh đồng, gia súc như cừu và alpaca gặm cỏ trên sườn đồi.
Không có xe hơi và khách sạn trên đảo. Chỉ có một vài cửa hàng nhỏ bán các thứ cơ bản, có một trạm xá và trường học. Điện được sản xuất bằng máy phát điện và giới hạn trong một vài giờ trong ngày.
Một số gia đình ở Amantaní phục vụ thức ăn hay nghỉ lại qua đêm cho khách du lịch, được bố trí thông qua các tuyến du lịch. Khách thường lấy một ít thức ăn (dầu ăn, gạo, đường) như là món quà nhỏ.

### Isla Del Sol
Hay còn gọi là Đảo Mặt Trời, là hòn đảo trên hồ Titicaca, thuộc về lãnh thổ Bolivia. Diện tích đảo vào khoảng 21 km², vốn được cho là nơi khởi nguồn của nền văn minh Inca. Nằm bên cạnh là Đảo Mặt Trăng, cả hai hiện có rất nhiều những di tích của người Inca và là một điểm du lịch nổi tiếng.

## Liên quan
Sau thất bại trong cuộc Chiến tranh Thái Bình Dương (1879–83), Bolivia đã phải nhường lại một phần lãnh thổ cho Chile, trở thành nước không có biển. Vì vậy hiện nay ở hồ Titicaca có một căn cứ hải quân của Bolivia.